# 宮本隆司
宮本 隆司（みやもと りゅうじ、1947年4月24日 - ）は、日本の写真家。東京都世田谷区生まれ。多摩美術大学グラフィックデザイン科卒業。

## 略歴
建築雑誌『都市住宅』の臨時編集部員を経て『住宅建築』創刊時の編集部員となり、1975年に写真家として独立。
1986年、都市の変容、崩壊の光景を独自の視線で撮影した個展『建築の黙示録』（ヒルサイドギャラリー）を開催。1988年、香港の高層スラムを撮影した個展（INAXギャラリー）作品集『九龍城砦』で高い評価を受ける。1989年、第14回木村伊兵衛写真賞を受賞。
1995年、阪神・淡路大震災直後の神戸を撮影。1996年、第6回ヴェネツィア・ビエンナーレ建築展、コミッショナー・磯崎新、建築家・石山修武、宮本佳明と日本パヴィリオンに共同展示して金獅子賞を受賞。2004年、個展『宮本隆司写真展‐壊れゆくもの・生まれいずるもの』（世田谷美術館）開催。2005年、第55回芸術選奨文部科学大臣賞を受賞。2012年、紫綬褒章受章。
2014年、『徳之島アートプロジェクト2014』（鹿児島県・徳之島）を企画・運営するとともに、ディレクター、作家として参加した。2019年、個展『宮本隆司　いまだ見えざるところ』（東京都写真美術館）を開催。
1990年代以降、廃墟（もしくは廃墟のようになった都市風景）撮影のキャリアを深化させていく一方で、建築物の建設過程も題材とするようになった。また、ホームレスのダンボール製の小屋を撮影した「ダンボールの家」や、全体をピンホールカメラに改造した移動可能な小屋で各地を撮影した「ピンホールの家」の実験的なプロジェクトも行っている。

## 主な著作・写真集
- 九龍城砦（ペヨトル工房、1988年）ISBN 4893420704
- 建築の黙示録（平凡社、1988年）ISBN 4582544118
- 日本名建築写真選集(第12巻)大徳寺（新潮社、1992年）ISBN 4106026317
- Angkor（リブロポート、1994年）ISBN 4845708817
- KOBE 1995 After the Earthquake （建築都市ワークショップ、1995年）ISBN 4906544800
- 九龍城砦（平凡社、1997年）ISBN 4582277365
- RYUJI MIYAMOTO（Steidl、1999年）ISBN 3882435763
- CARDBOARD HOUSES（BEARLIN、2003年）ISBN 4906544827
- PHOTOGRAPHS OF ART HOUSE PROJECT IN NAOSHIMA（直島コンテンポラリーアートミュージアム、2003年）ISBN 4901741063
- 新・建築の黙示録（平凡社、2003年）ISBN 4582544266
- Kobe 1995: The Earthquake Revisited （BEARLIN、2006年）ISBN 4906544843
- 徳之島アートプロジェクト2014「母浜回帰」（徳之島アートプロジェクト実行委員会、2015年）
- 九龍城砦（彩流社、2017年）ISBN 9784779123375
- 首くくり栲象（BankART1929、2018年）ISBN 9784902736458
- いまだ見えざるところ（平凡社、2019年）ISBN 9784582207163
- いのちは誘う（平凡社、2021年）ISBN 978-4-582-23131-1